# 阿鲁纳恰拉姆·穆鲁根南特姆
阿鲁纳恰拉姆·穆鲁根南特姆（1961年10月12日—），绰号护垫侠（Pad Man），印度泰米尔纳德邦哥印拜陀社会企业家。他是廉价卫生巾制造机器的发明者，被公认为对印度农业地区女性改变以往处理月经的不卫生方法起到关键作用。他的小机器制造的卫生巾价钱是市面上卫生巾三分之一不到，已经在印度29个邦中的23个邦投入使用。目前，他计划将这种机器的生产拓展到106个国家。
2014年，阿鲁纳恰拉姆入选《時代雜誌》全球100位最有影响力的人物榜单。2016年，印度政府授予他莲花士勋章。

## 早年
1962年，穆鲁根南特姆出生，父亲S·穆鲁根南特姆和母亲A·万尼达是印度哥印拜陀的手织机纺织工。父亲在一场车祸中去世后，穆鲁根南特姆在贫穷中长大。母亲转行当农民工，赚钱供他上学。然而，他14岁从学校辍学。他为工厂工人煮饭，当过机床操作员、山药销售代理、农民工和焊接工。

## 发明
1998年，他和妻子珊蒂（Shanthi）结婚。不久后，他发现妻子舍不得买跨国公司制造的昂贵卫生巾，月经时用的是破布和报纸。深受其困扰的他开始尝试设计卫生巾。最初，他用棉花制造，但妻子和妹妹都不大敢用。最终，她们不再配合他，拒绝成为新发明的实验对象。他意识到，卫生巾原材料成本仅为10派士，但售价高出成本40倍。他寻找女性志愿者测试他的发明，但大多数人羞于他们的生理问题讲出口。他开始尝试自己测试，在身上系了一个装有牲畜血的膀胱，实验失败，他成了村民嘲笑的对象。由于印度人对月经一直很忌讳，这使得他被村民和家人嘲笑。他把自己的产品免费派发给当地医学院的女孩们，希望得到他们的反馈。
花了两年时间，他终于发现商用卫生巾用的是从松树皮木浆中提取的纤维素纤维。纤维帮助卫生巾在吸水的同时维持形状。进口生产卫生巾机器的价格是3500万卢比，而他设计了一款成本低廉的机器，不需要复杂的培训便可操作，相比之下成本仅为6.5万卢比。他向孟买一家供货商采购加工过的松木浆，木浆经机器研磨、脱脂、压缩和紫外线辐照消毒，成品的卫生巾便可打包出售。
2006年，他到印度理工学院马德拉斯分校展示他的创意，听取意见。业内人士将他的发明提交给印度国家创新基金，结果获奖。因此，他拿着种子投资创办了Jayaashree Industries，将机器推销给全印度的农村妇女。机器被赞操作简单、成本低廉，他帮助社会的承诺也为他赚得多个大奖。尽管多家公司实体希望将他的产业商业化，但被他拒绝，他继续将这些机器提供给由妇女牵头的经济自助团体。
穆鲁根南特姆的发明被公认为改变印度妇女生活状况的关键一步。机器为许多妇女带来了工作和收入，经济实惠的卫生巾也让更多女性在月经期间正常工作。除了在宣传上亲力亲为，穆鲁根南特姆的工作也激励其他企业家进入该领域，其中有企业家提出使用废弃香蕉纤维或竹子。

## 流行文化
穆鲁根南特姆目前已是知名社会企业家，曾在印度理工学院孟买分校、印度管理研究所艾哈迈达巴德分校、印度管理研究所邦加羅爾分校和哈佛大学等高等院校及TED大会演讲。他的故事被拍成获奖纪录片《大姨夫》及电影《Phullu》和《护垫侠》。